# یوهان کاپیوت
یوهان کاپیوت (انگلیسی: Johan Capiot؛ زادهٔ ۱۲ آوریل ۱۹۶۴) دوچرخه‌سوار اهل بلژیک است.